# Coupe Banque Nationale
El Torneig del Quebec, conegut oficialment com a Coupe Banque Nationale, és un torneig de tennis professional que es disputa anualment sobre pista de moqueta al PEPS de l'Université Laval de la Ciutat del Quebec, Quebec, Canadà. Pertany als International Tournaments del circuit WTA femení.
Originalment es coneixia com a Challenge Bell però va canviar de patrocinador l'any 2014.

## Palmarès

### Individual femení
| Any  | Campiona                    | Finalista               | Resultat         |
| ---- | --------------------------- | ----------------------- | ---------------- |
| 2018 | Pauline Parmentier          | Jessica Pegula          | 7−5, 6−2         |
| 2017 | Alison Van Uytvanck         | Tímea Babos             | 5−7, 6−4, 6−1    |
| 2016 | Océane Dodin                | Lauren Davis            | 6−4, 6−3         |
| 2015 | Annika Beck                 | Jeļena Ostapenko        | 6−2, 6−2         |
| 2014 | Mirjana Lučić-Baroni        | Venus Williams          | 6−4, 6−3         |
| 2013 | Lucie Šafářová              | Marina Erakovic         | 6−4, 6−3         |
| 2012 | Kirsten Flipkens            | Lucie Hradecká          | 6−1, 7−5         |
| 2011 | Barbora Záhlavová-Strýcová  | Marina Erakovic         | 4−6, 6−1, 6−0    |
| 2010 | Tamira Paszek               | Bethanie Mattek-Sands   | 7−6(6), 2−6, 7−5 |
| 2009 | Melinda Czink               | Lucie Šafářová          | 4−6, 6−3, 7−5    |
| 2008 | Nàdia Petrova               | Bethanie Mattek-Sands   | 4−6, 6−4, 6−1    |
| 2007 | Lindsay Davenport           | Julia Vakulenko         | 6−4, 6−1         |
| 2006 | Marion Bartoli              | Olga Poutchkova         | 6−0, 6−0         |
| 2005 | Amy Frazier                 | Sofia Arvidsson         | 6−1, 7−5         |
| 2004 | Martina Suchá               | Abigail Spears          | 7−5, 3−6, 6−2    |
| 2003 | Maria Xaràpova              | Milagros Sequera        | 6−2, retirada    |
| 2002 | Elena Bovina                | Marie-Gayanay Mikaelian | 6−3, 6−4         |
| 2001 | Meghann Shaughnessy         | Iva Majoli              | 6−1, 6−3         |
| 2000 | Chanda Rubin                | Jennifer Capriati       | 6−4, 6−2         |
| 1999 | Jennifer Capriati           | Chanda Rubin            | 4−6, 6−1, 6−2    |
| 1998 | Tara Snyder                 | Chanda Rubin            | 4−6, 6−4, 7−6(6) |
| 1997 | Brenda Schultz-McCarthy (2) | Dominique Van Roost     | 6−4, 6−7(4), 7−5 |
| 1996 | Lisa Raymond                | Els Callens             | 6−4, 6−4         |
| 1995 | Brenda Schultz-McCarthy     | Dominique Van Roost     | 7−6, 6−2         |
| 1994 | Katerina Maleeva            | Brenda Schultz-McCarthy | 6−3, 6−3         |
| 1993 | Nathalie Tauziat            | Katerina Maleeva        | 6−4, 6−1         |

### Dobles femenins
| Any  | Campiones                               | Finalistes                                       | Resultat               |
| ---- | --------------------------------------- | ------------------------------------------------ | ---------------------- |
| 2018 | Asia Muhammad Maria Sanchez             | Darija Jurak Xenia Knoll                         | 6−4, 6−3               |
| 2017 | Tímea Babos Andrea Hlaváčková           | Bianca Andreescu Carson Branstine                | 6−3, 6−1               |
| 2016 | Andrea Hlaváčková Lucie Hradecká        | Alla Kudryavtseva Alexandra Panova               | 7−6(2), 7−6(2)         |
| 2015 | Barbora Krejčíková An-Sophie Mestach    | María Irigoyen Paula Kania                       | 4−6, 6−3, [12−10]      |
| 2014 | Lucie Hradecká Mirjana Lučić-Baroni     | Julia Görges Andrea Hlaváčková                   | 6−3, 7−6(8)            |
| 2013 | Al·la Kudriàvtseva Anastassia Rodiónova | Andrea Hlaváčková Lucie Hradecká                 | 6−4, 6−3               |
| 2012 | Tatjana Malek Kristina Mladenovic       | Alicja Rosolska Heather Watson                   | 7−6(5), 6−7(6), [10−7] |
| 2011 | Raquel Kops-Jones Abigail Spears        | Jamie Hampton Anna Tatishvili                    | 6−1, 3−6, [10−6]       |
| 2010 | Sofia Arvidsson Johanna Larsson         | Bethanie Mattek-Sands Barbora Záhlavová-Strýcová | 6−1, 2−6, [10−6]       |
| 2009 | Vania King Barbora Záhlavová-Strýcová   | Sofia Arvidsson Séverine Brémond Beltrame        | 6−1, 6−3               |
| 2008 | Anna-Lena Grönefeld Vania King          | Jill Craybas Tamarine Tanasugarn                 | 7−6(3), 6−4            |
| 2007 | Christina Fusano Raquel Kops-Jones      | Stéphanie Dubois Renata Voráčová                 | 6−3, 7−6(6)            |
| 2006 | Carly Gullickson Laura Granville        | Jill Craybas Alina Jidkova                       | 6−3, 6−4               |
| 2005 | Anastassia Rodiónova Ielena Vesninà     | Liga Dekmeijere Ashley Harkleroad                | 6−7(4), 6−4, 6−2       |
| 2004 | Carly Gullickson María Emilia Salerni   | Els Callens Samantha Stosur                      | 7−5, 7−5               |
| 2003 | Li Ting Sun Tiantian                    | Els Callens Meilen Tu                            | 6−3, 6−3               |
| 2002 | Samantha Reeves Jessica Steck           | María Emilia Salerni Fabiola Zuluaga             | 4−6, 6−3, 7−5          |
| 2001 | Samantha Reeves Adriana Serra Zanetti   | Klára Zakopalová Alena Vašková                   | 7−5, 4−6, 6−3          |
| 2000 | Nicole Pratt Meghann Shaughnessy        | Els Callens Kimberly Po                          | 6−3, 6−4               |
| 1999 | Amy Frazier Katie Schlukebir            | Cara Black Debbie Graham                         | 6−2, 6−3               |
| 1998 | Lori McNeil Kimberly Po                 | Chanda Rubin Sandrine Testud                     | 6−7, 7−5, 6−4          |
| 1997 | Lisa Raymond Rennae Stubbs              | Alexandra Fusai Nathalie Tauziat                 | 6−4, 5−7, 7−5          |
| 1996 | Debbie Graham Brenda Schultz-McCarthy   | Amy Frazier Kimberly Po                          | 6−1, 6−4               |
| 1995 | Nicole Arendt Manon Bollegraf           | Lisa Raymond Rennae Stubbs                       | 7−6, 4−6, 6−2          |
| 1994 | Elna Reinach Nathalie Tauziat           | Chanda Rubin Linda Wild                          | 6−4, 6−3               |
| 1993 | Katrina Adams Manon Bollegraf           | Katerina Maleeva Nathalie Tauziat                | 6−4, 6−4               |